# ペコロス
ペコロスは、直径3 - 4cm程度の大きさの小型のタマネギである。小タマネギ、プチオニオンなどとも呼ばれる。一般的な品種のタマネギを通常の10倍程度に密植して作る場合と、専用品種の場合がある。

## 概要
ピクルスやシチュー、ポトフ、ジャーマンポテトなどの材料として、丸ごと使われる。ペコロスという名称は日本独自のもので、由来は確かではないが、大正時代から昭和初期に日本に伝来したときに西欧でそう呼ばれていたからとの説もある。
長らく、日本国内での生産量の約70 - 80%は愛知県知多市産のものとされていたが、農畜産業振興機構の野菜情報総合把握システム「ベジ深」によると、東京都中央卸売市場における都道府県別出荷数量では、1991年には愛知県産224t、北海道産90tであったものが、2000年には愛知県産185t、北海道産203tと初めて逆転。以降北海道産が全国トップシェアを取り続け、2012年には愛知県産42t、北海道産146tとなっている。
知多では通常の品種を密植。秋まきで、4月から12月まで出荷されている。日本国内では、他に北海道北見市（旧端野町）や大阪府が産地として知られる。北海道では専用品種が生産されており、春まきで、8月から3月まで出荷されている。
小型のタマネギとしては、ペコロスのほかに、パールオニオン（白小タマネギ、pearl onion）やルビーオニオン（赤小タマネギ）がある。